# Terra Indígena Waimiri Atroari
La Terra Indígena Waimiri Atroari és una terra indígena als estats de l'Amazones i Roraima, Brasil. Hi ha hagut una llarga història de conflictes violents entre els indígenes Waimiri-atroaris i els nouvinguts d'altres parts del Brasil. Des dels anys seixanta hi ha hagut molts esforços per "civilitzar" els Waimiri-Atroari per evitar problemes amb l'autopista BR-174, que travessa tot el territori, i amb mines d'estany i l'enorme embassament Balbina. Ara el territori és considerablement més reduït, però hi ha hagut millores en el nivell de vida.

## Ubicació
El territori té una superfície de 25.859,10 km², dividida entre els estats d'Amazones i Roraima.
Es troba al nord-oest de l'embassament massiu de l'embassament Balbina i a l'est del  Riu Negro.
La reserva conté les conques dels rius Jauaperi i Camanaú i els seus afluents, l'Alalaú, Curiaú, Pardo i Santo Antonio do Abonari.
La carretera federal BR-174 de Manaus a Boa Vista travessa la reserva de sud a nord.

## Història
El primer contacte europeu registrat amb els Waimiri-Atroari va ser quan el botànic João Barbosa Rodrigues va viatjar per diversos pobles de la regió el 1884.
El van seguir els caçadors que buscaven pell d’animals, nous del Brasil, palissandre, cautxú i altres recursos naturals.
Els intrusos van ser atacats per indis armats amb arcs i fletxes.
Com a resposta, el govern va muntar expedicions militars en què van morir molts indis. Una aproximació aproximada de la població a principis del segle XX és de 2000 a 6.000.
Alípio Bandeira del Serviço de Proteção ao Índio (SPI) va viatjar a la regió del riu Jauaperi el 1911 i va establir la primera estació d'atracció índia al riu el 1912, on va establir els primers contactes amistosos amb persones que llavors es deien Uaimirys.
No obstant això, els recol·lectors de productes naturals continuen envaint el territori i el cicle d'atacs als recol·lectors i les represàlies del govern van continuar.
Es van destruir pobles sencers.
El SPI fou substituït per la Fundação Nacional do Índio (Funai) el 1967.
Gilberto Pinto Figueiredo de Funai va iniciar contactes amistosos amb els indígenes per preparar-los per a la construcció de la carretera BR-174 a través de la seva terra, després va ser substituït pel sacerdot italià Giovanni Calleri en un esforç per accelerar el procés.
Calleri va dirigir una expedició de deu persones al territori. Tots els membres menys un van ser assassinats i Figueiredo va ser nomenat de nou.
Funai va establir el Front d'Atracció Waimiri-Atroari (FAWA) el 1970 amb l'objectiu d'accelerar la integració dels indis a la societat brasilera..
La reserva indígena Waimiri Atroari es va delimitar mitjançant el decret 68.907 de 13 de juliol de 1971.

## Projectes de desenvolupament

### BR-174

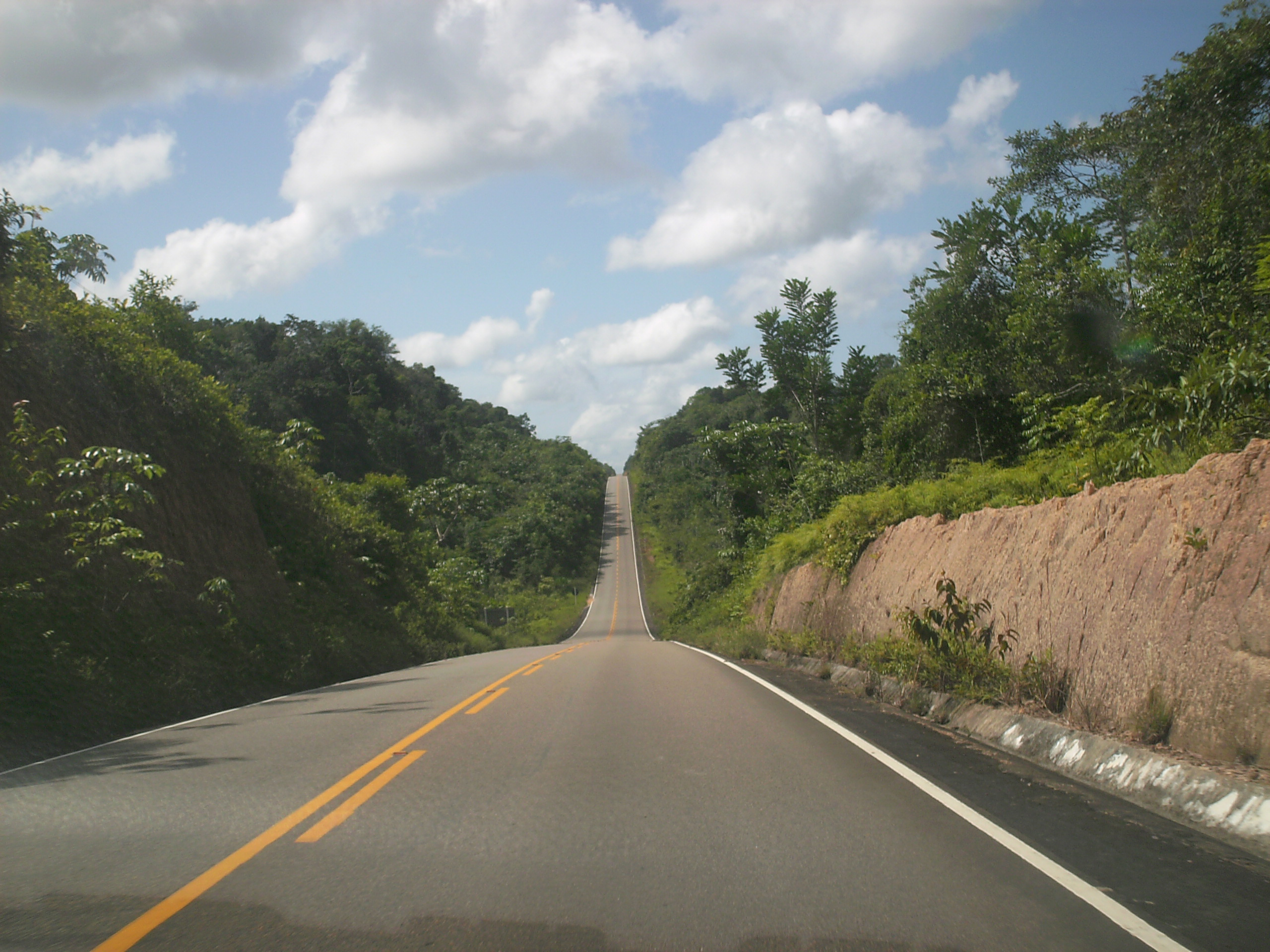
BR-174 a la terra índia Waimiri Atroari

Els governs estatals de Roirama i Amazonas va decidir construir una carretera entre Manaus i Caracaraí a finals dels anys seixanta i va demanar a l'SPI que accelerés la pacificació dels indis el territori dels quals travessaria la carretera.
El projecte de l'autopista va ser assumit pel govern federal i es va ampliar fins a convertir-se en la carretera BR-174 de Manaus a Boa Vista.
La tasca es va assignar a un batalló de la construcció de l'exèrcit.
El tram del BR-174 que travessa el territori es va construir entre el 1972 i el 1979.
L'exèrcit va ignorar les directrius de Funai per tractar els Waimiri-Atroari i augmentaren les tensions amb els indis.
El 2014 la Comissió de la Veritat del Brasil publicada per Funai calcula que la població Waimiri-Atroari va caure d’uns 3.000 el 1972 a 1.000 el 1974.
Sembla que l'objectiu del règim militar era eliminar els Waimiri-Atroari i altres pobles indígenes.

### Mina de Pitinga
Als anys 70, el projecte Amazon Radar Project va detectar dipòsits de cassiterita (mineral d'estany) a la reserva.
Els prospectors de Mineração Taboca, filial de l'empresa de construcció civil pesada Paranapanema, van trobar restes de cassiterita el 1979 en els impostos del riu Pitinga.
Paranapanema, assistida per Funai i el Departament Nacional de Producció Mineral, va aconseguir que la reserva indígena Waimiri Atroari es rebaixés el 1981 a la Zona Temporal Restringida per a l’atracció i pacificació dels indis Waimiri Atroari, amb una superfície reduïda que excloïa els dipòsits de cassiterita. El decret presidencial 86.630, de 23 de novembre de 1981, va eliminar 526.800 hectàrees de la reserva per a les explotacions mineres d’estany.
La mina de Pitinga va començar les operacions el 1982.
Paranapanema va extreure estany dels dipòsits al·luvials. La propietat va ser adquirida posteriorment per l'empresa peruana Minsur, que el 2014 tenia previst desenvolupar els dipòsits més baixos, considerada la mina d'estany no desenvolupada més gran del món.

### Presa de Balbina

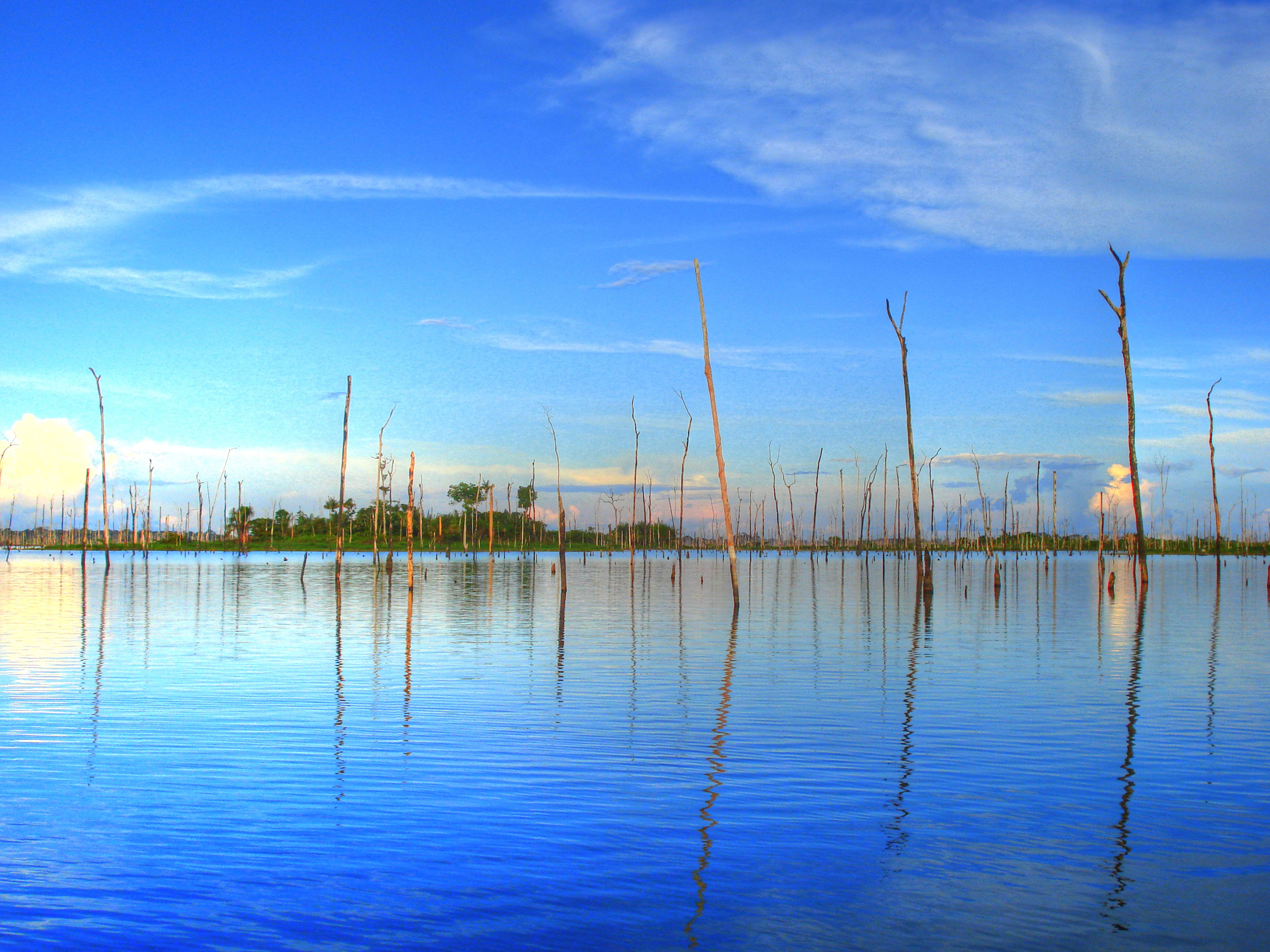
Presa de Balbina el desembre de 2008

Els treballs a la presa Balbina van començar el 1979. El Decret presidencial 85.898, de 13 d'abril de 1981, declarava que aproximadament 10.344,90 km² eren terres d'utilitat pública, inclosa una part de la reserva índia.
Es van inundar uns 2928,5 km² de terrenys ocupats anteriorment pels Waimiri-Atroari.
El projecte va destruir una àrea enorme de bosc, ja que el riu Uatumã travessa una zona molt plana.
La quantitat d'energia generada va ser decebedora ja que el riu no aporta grans volums d'aigua.
Segons l'Institut Nacional d'Investigacions Amazòniques, l'enorme embassament estancat és una "fàbrica de metà".
La presa allibera més gasos d'efecte hivernacle que qualsevol central elèctrica alimentada amb carbó amb una producció d'energia comparable.
Riu avall de la presa, l'aigua àcida i contaminada de la vegetació en descomposició va destruir peixos.

### Linhão de Tucuruí
La ruta escollida el 2014 per a la línia de transmissió Tucuruí, que porta l'energia elèctrica de Manaus a Boa Vista, segueix la carretera federal BR-174. 123 km de la línia creuaria el territori indígena Waimiri Atroari.
El febrer de 2016, un jutge federal va dictar una ordre judicial que prohibia treballar a la línia fins que no es consultés als indígenes Waimiri-Atroari.
Va dir que IBAMA havia ignorat les peticions dels indígenes i havia forçat el projecte sense consultar-los, tal com requeria la Convenció 169 de l'OIT sobre pobles indígenes i tribals.
No s'havia celebrat cap audiència pública al territori indígena de Waimiri Atroari.
Un líder dels indígenes va dir que Funai no podria parlar en nom seu pel que fa al projecte.
El març de 2016, el jutge federal va desestimar el cas, dient que hi havia hagut una revisió judicial que interferia en el procés de concessió de llicències per al projecte que tenia un caràcter estratègic nacional i que s’implementaria en terrenys federals al llarg de la BR-174.

## Canvis socials i administratius (1970 – actualitat)
Els Waimiri-Atroari van atacar els llocs indis el 1973–74 per intentar expulsar els intrusos, que havien portat malalties que havien matar moltes persones. Figueiredo i tot el personal de l'estació d'atracció van ser assassinats pels indis el 1974. Després d'això, la gent es va retirar dels llocs, però més tard alguns joves els pares dels quals havien mort en les epidèmies van tornar als llocs.
El 1978–82 els habitants foren traslladats a tres grans assentaments propers als llocs indis per treballadors de Funai i joves "capitans" dels Waimiri-Atroari.
Més tard, alguns d'ells van ser traslladats de nou a nous assentaments establerts per la FAWA.
A partir del 1984, alguns dels Waimiri-Atroari es van traslladar a llocs més allunyats de les posicions índies.
El Front d'Atracció va respondre creant nous llocs indis en aquests llocs.
La població havia baixat a 374 persones el 1988 a causa de l'efecte de malalties estrangeres i la guerra fronterera.
El Projecte Calha Norte fou definit el 1985 pel Consell de Seguretat Nacional amb l'objectiu declarat d'ocupar la frontera nord del Brasil amb avançades militars per defensar-se dels règims socialistes del nord, les guerrilles de Colòmbia i el narcotràfic.
El projecte, que es va iniciar a finals dels anys vuitanta, també tenia com a objectiu millorar les carreteres, afegir capacitat hidroelèctrica, construir centres de desenvolupament econòmic i millorar els serveis socials.
El territori dels Waimiri-Atroari es troba principalment a la part del "nucli interior" de la zona del projecte.
El 1987 es va proposar el programa Waimiri Atroari per mitigar l'impacte de la presa hidroelèctrica de Balbina, que abastava la salut, l'educació, la protecció del medi ambient, l'agricultura i la seguretat i la memòria històrica.
Eletronorte va acordar finançar el programa, que va ser administrat per Funai, i el 1989 es va establir oficialment la Terra Indígena Waimiri Atroari amb 2.585.911 hectàrees.
Paranapanema i Eletronorte van tenir molta més influència que Funai, que s'esperava que s'ajustés als requisits de Calha Norte.
Això incloïa augmentar el control sobre els indis i evitar que etnòlegs i missioners entressin al territori.
Els treballadors de Funai van organitzar els indis en projectes agrícoles.
El 1996 els indis van rebre 1,7 milions de reals en compensació pels danys ambientals causats per la pavimentació de la BR-174.. La BR-174 es va pavimentar totalment el 1997.
A partir del 2016, els indis continuaven bloquejant la carretera de 18.00 a 06.00 cada dia per reduir el risc de vehicles que xoquen contra animals salvatges i indis, que cacen de nit.
El govern de Roraima els està demandant pel bloqueig. L'estimació més recent de la població (2014) és de 1.749.
Ara la gent del territori té accés a educació, serveis mèdics i dentals i té una població en ràpid creixement.